# ヒルトン福岡シーホーク
ヒルトン福岡シーホーク（ヒルトンふくおかシーホーク、英: Hilton Fukuoka Sea Hawk）は、福岡県福岡市中央区地行浜にあるヒルトン・ワールドワイドグループ運営のホテル。

## 概要
地上36階、地下2階建て、高さ143メートルの高層ホテルで、設計はアメリカ合衆国の世界的に有名な建築家のシーザー・ペリが手掛け、外観は博多湾に漕ぎ出す巨大な船をモチーフとしている。「都市型リゾートホテル」というコンセプトで建設された。

## 沿革
1995年4月28日、シーホークホテル&リゾートとして開業した。当初はホークスタウンの運営であったが、その後の経営難により2005年3月1日、JALホテルズに運営委託され、名称もJALリゾートシーホークホテル福岡に変更されて営業していた。2010年6月1日、運営委託先がヒルトン・ワールドワイドに変更され、名称もヒルトン福岡シーホークに変更された。
2019年6月8日・9日には、G20福岡財務大臣・中央銀行総裁会議の会場となった。

## 施設
ショッピングゾーン「シーホークギャレリア」や、アトリウムなどを持つほか、客室は全室オーシャンビューとなっている。地上35階（高さ123m）に設けられたチャペル「In the Sky」はその名の通り、まるで空にいるような感覚で結婚式を挙げる事ができる。
なお建物上部には水槽を用いた振り子型制振装置が設置されている。
- 客室1,053室（6～33階）
- レストラン＆バー15
- 宴会場35
- 駐車場800台

## アクセス
- 西鉄バス ・ロイヤルバスヒルトン福岡シーホーク・ヒルトン福岡シーホーク前バス停
- 福岡市地下鉄空港線 唐人町駅
- 福岡都市高速道路1号線 百道出入口または西公園出入口

## 登場する作品
- 映画『ゴジラvsスペースゴジラ』（1994年）の劇中で破壊された[2]。公開当時はオープン前だったため、ホテル側の要請により色が変更されている[2]。
- NHK連続テレビ小説第53作『走らんか!』（1995年後期）のオープニングタイトル映像に登場する。
- 村上龍の小説『半島を出よ』では、高麗遠征軍に占拠されるが、イシハラグループの作戦によって爆破され倒壊する。
- 映画『君の膵臓をたべたい』（2017年）において、主人公「僕」とヒロイン桜良が福岡を旅行、シーホークに滞在する設定。ロビーやスイートルームでロケが行われた[3]。2018年に公開されたアニメ映画版においても舞台として登場する[4]。

## その他
- 福岡PayPayドーム西側に隣接しており、屋根を全開して行なわれる福岡ソフトバンクホークスの主催試合でソフトバンクが勝利した後に打ち上げられる勝利の花火をホテル東側の窓からも見る事ができる。また、ソフトバンクの鷹の祭典とタイアップした大掛かりなパフォーマンスが行なわれ、2008年の3日目に行なわれたルーフオープンショーでドームの屋根が開くと、「WE=HAWKS」の文字がホテルの壁面に浮かびあがった。翌2009年の最終日はルーフオープンショーでドームの屋根が開くと、その年のソフトバンクのキャッチフレーズでもある「フリキレ!!」の文字がホテルの壁面に浮かびあがった。ソフトバンクとのタイアップ以外の様々なイベントでも、壁面に様々なイルミネーションが映し出される事が多い。
- 近くに本社を構えているRKB毎日放送がお天気カメラを設置している。

## ギャラリー

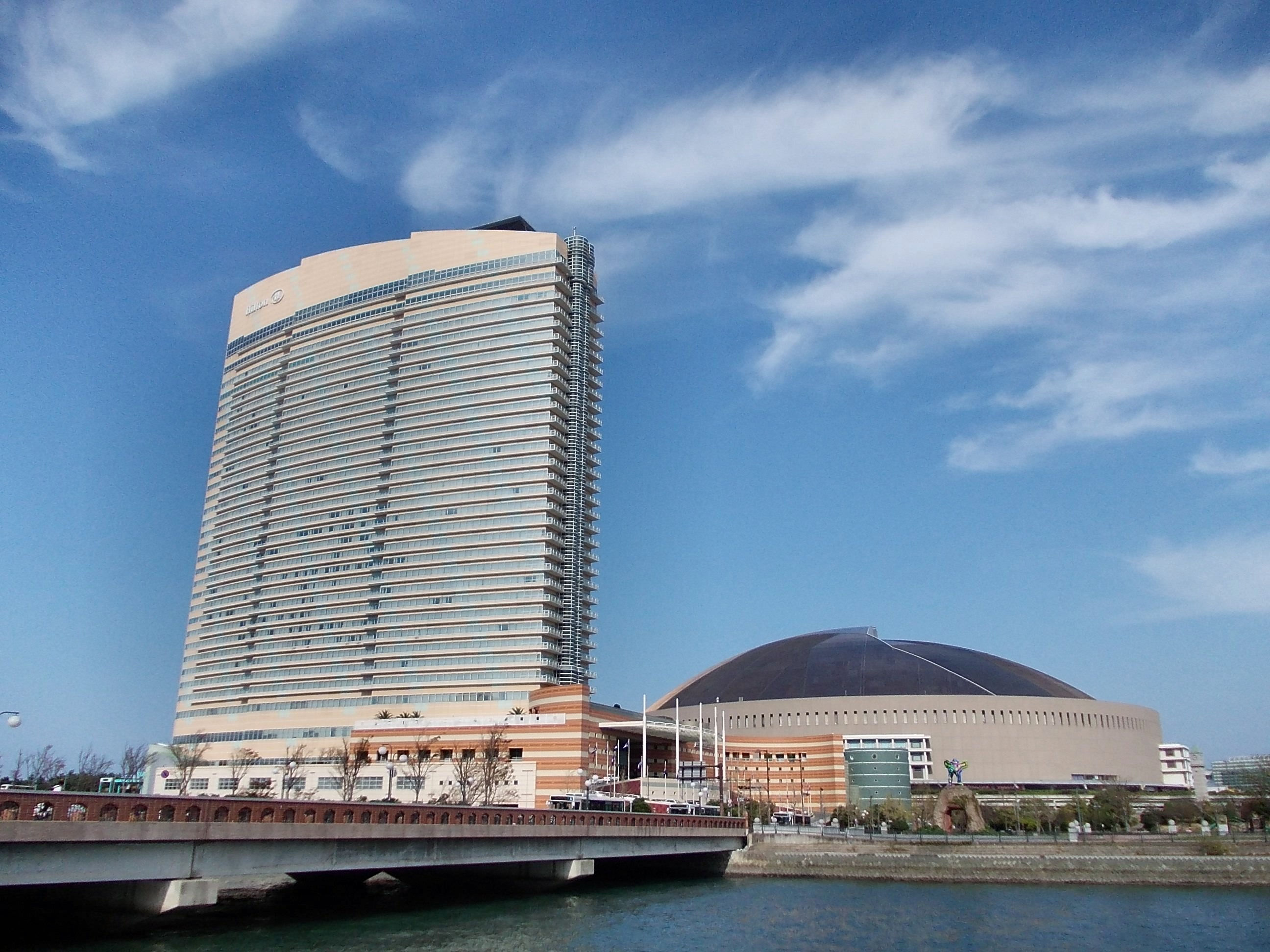
ヒルトン福岡シーホーク（左）と福岡PayPayドーム
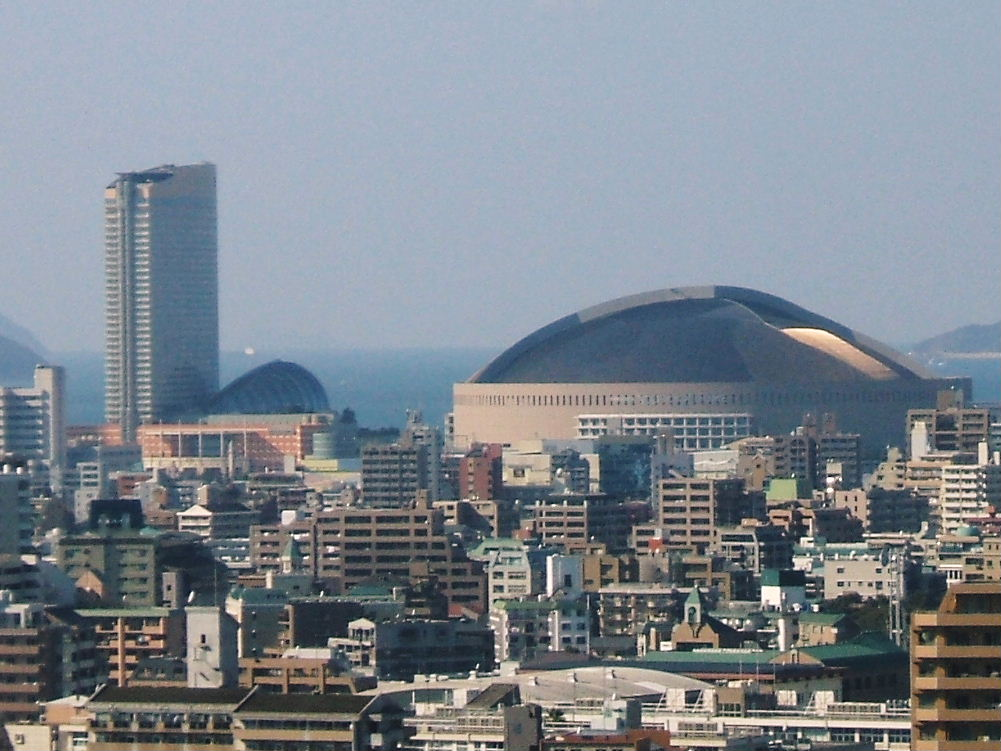
遠景
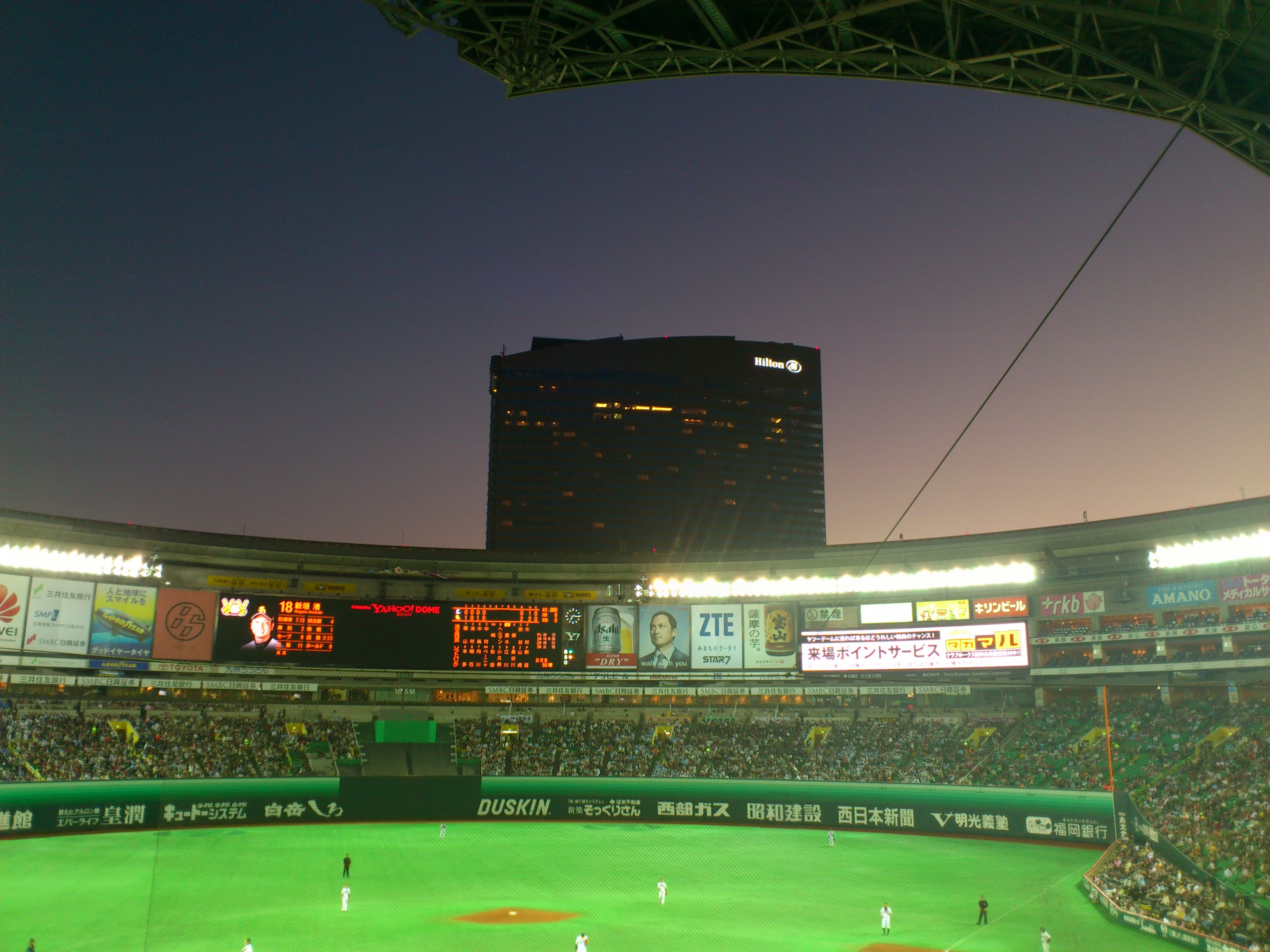
屋根を全開した福岡 ヤフオク!ドームより臨む
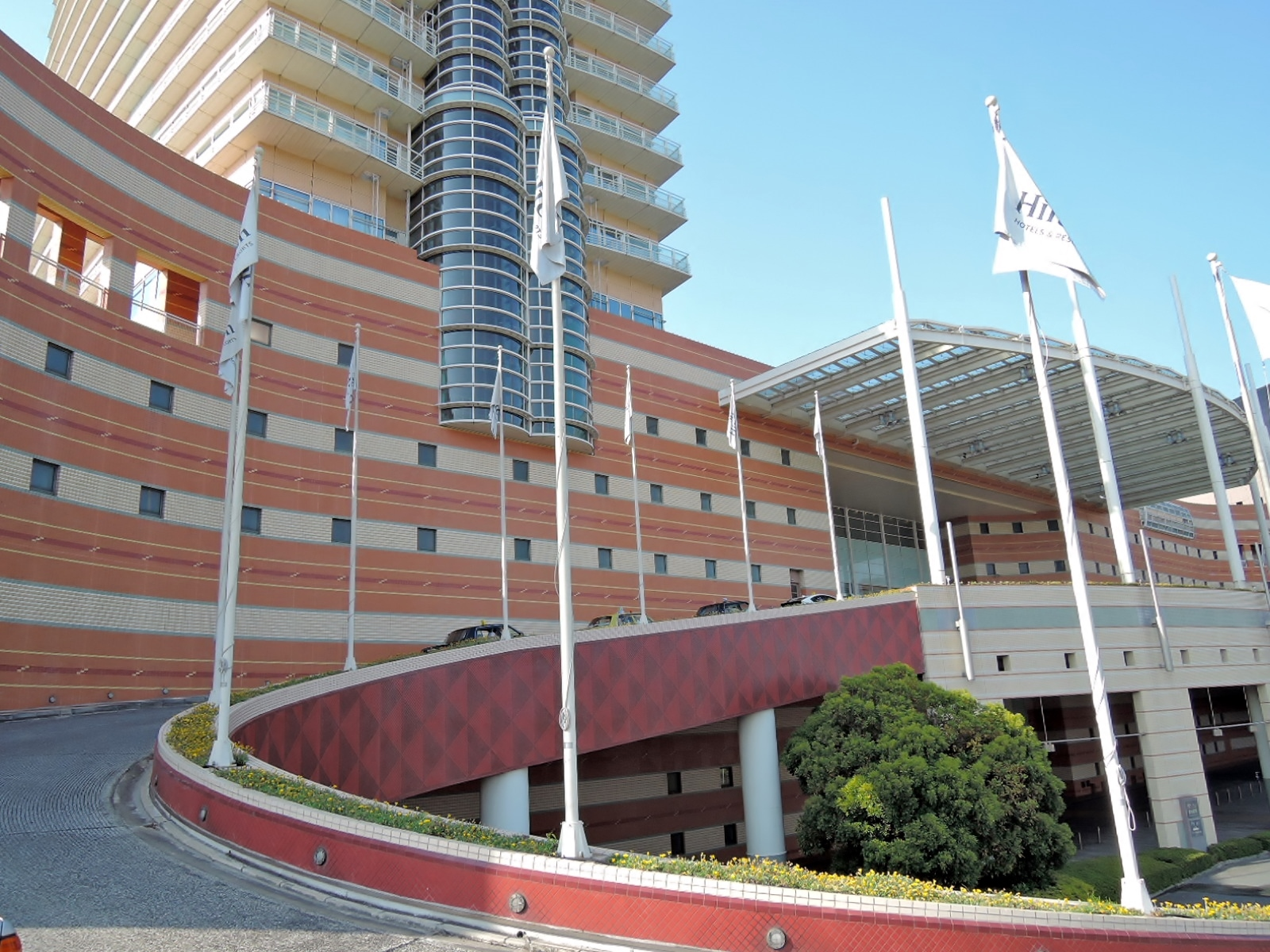
ヒルトン福岡シーホーク、正面入口のスロープ
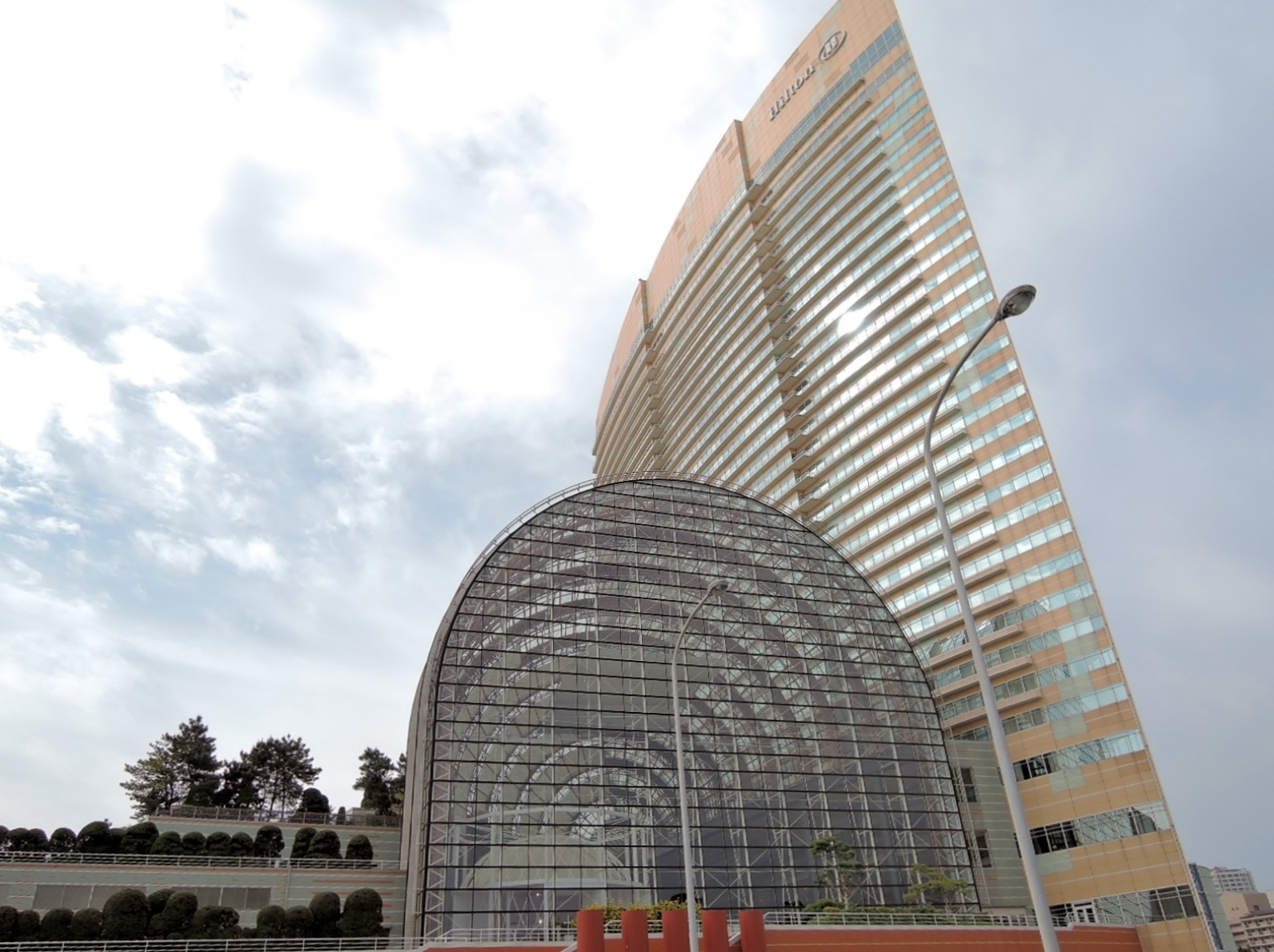
ヒルトン福岡シーホークとアトリウム
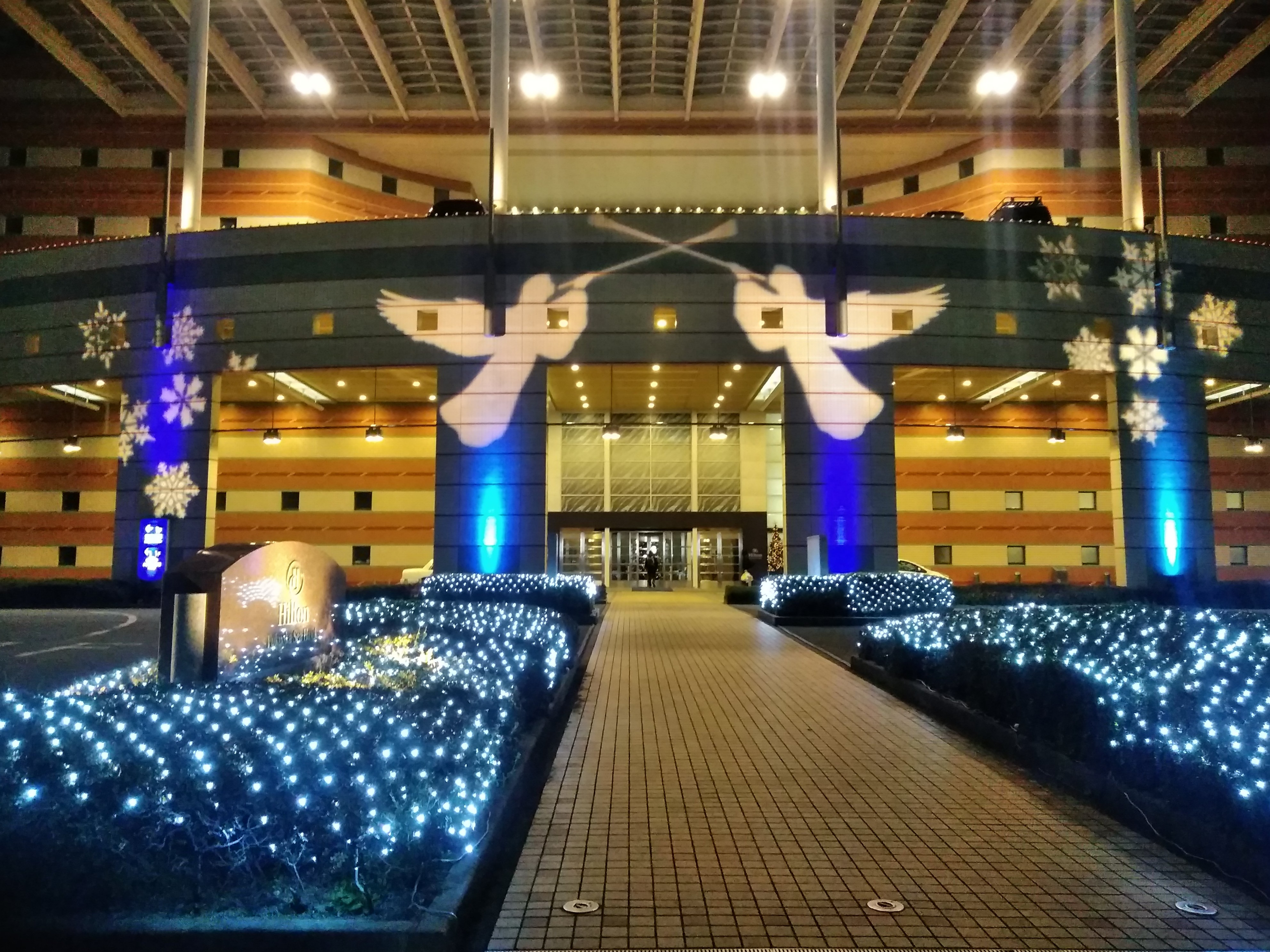
2018年のクリスマスイルミネーション